# Chromacilla maynei
Chromacilla maynei là một loài bọ cánh cứng trong họ Cerambycidae.